# Henryk Jordan

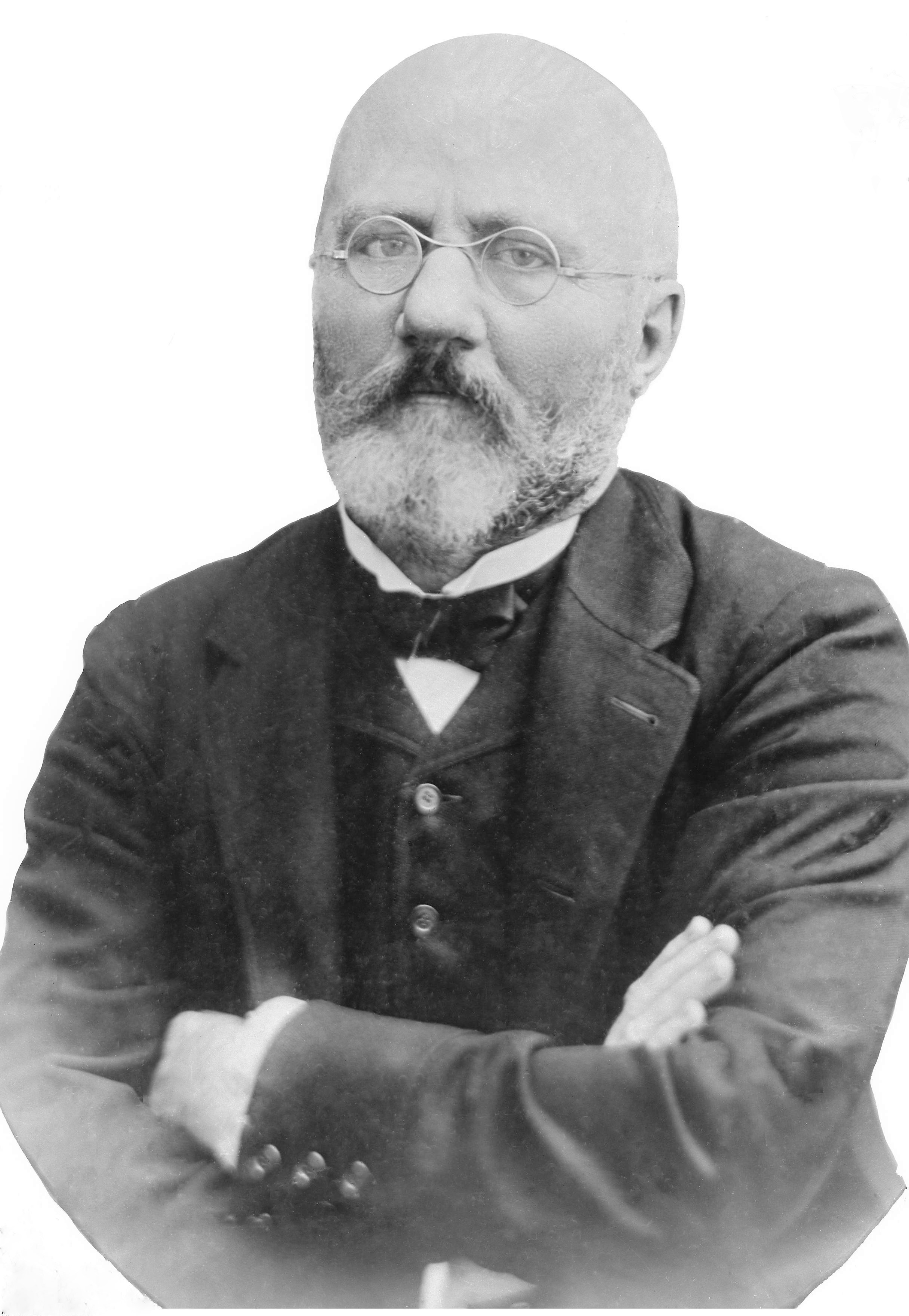

Henryk Jordan (* 23. Juli 1842 in Przemyśl; † 16. Mai 1907 in Krakau) war ein polnischer Arzt und Professor für Gynäkologie und Geburtshilfe. Er gilt in Polen als Wegbereiter für Bewegungsunterricht, er konzeptionierte Spielplätze, die Bewegung für Kinder fördern sollten – „Park Jordana“ (Jordans Garten) genannt.

## Biografie
Jordan stammt aus einer adeligen Familie; entsprechend wurde ihm höhere Bildung vermittelt. Nachdem er sich wegen Teilnahme an Demonstrationen einem drohenden Schulverweis ausgesetzt sah, erlangte er seine Hochschulreife 1863 in Triest. Er studierte zunächst an der Universität Wien, wechselte aber noch 1863 an die Jagiellonen-Universität in Krakau. Nach vier Jahren erlangte er einen ersten wissenschaftlichen Abschluss, konnte allerdings keinen Master-Studiengang beginnen, da er an einer Lungenentzündung erkrankt war. Er ging auf Reisen und wurde in New York mit einem schwedischen Institut für Gymnastik konfrontiert. Er begann in New York zu behandeln und eröffnete darüber hinaus eine Hebammen-Schule. Henryk Jordan kehrte nach Krakau, wo er mit der Unterstützung des Krakauer Anatomen Ludwik Teichmann ab 1895 Professor und als Nachfolger von Maurycy Madurowicz (1831–1894) Ordinarius für Gynäkologie und Geburtshilfe wurde, zurück, arbeitete zuvor jedoch noch in England und Deutschland. Er war zwischen 1895 und 1901 Abgeordneter seiner Stadt im Galizischen Landtag. In dieser Funktion setzte er 1889 in Krakau den ersten Park Jordana um, dies war der erste öffentliche „Aktiv-Spielplatz“ in Europa.

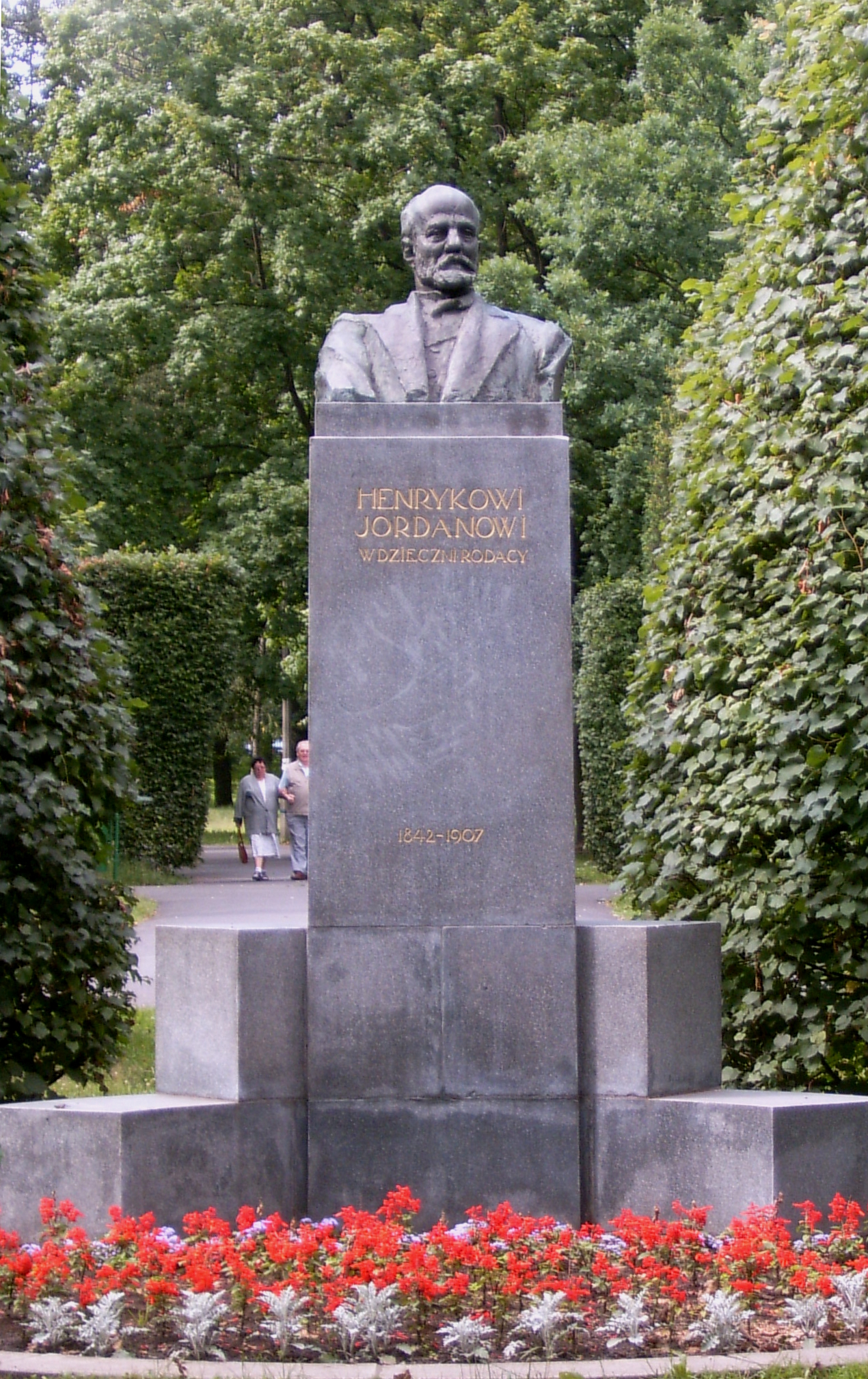
Monument im Jordan-Park, Krakau

 Nach seinem Tod wurde er mit dem Kommandeurkreuz des Ordens der Wiedergeburt Polens geehrt.

## Jordans Garten
Der Park Jordana beinhaltete Möglichkeiten zum Sport aus ganz Europa: 14 verschiedene Areale boten Gelegenheit für beispielsweise Gymnastik oder Mannschaftssport. Jordan selbst war maßgeblich in die Umsetzung seiner Pläne involviert und entwickelte diesen Spielplatz bis zu seinem Lebensende weiter. Er installierte ein System von Wettbewerben und ließ Betreuer mit den Kindern zusammenarbeiten. Nach seinem Tod wurden mehrere Anlagen nach seinem Vorbild eröffnet.